# النحت في عصر النهضة الإيطالية

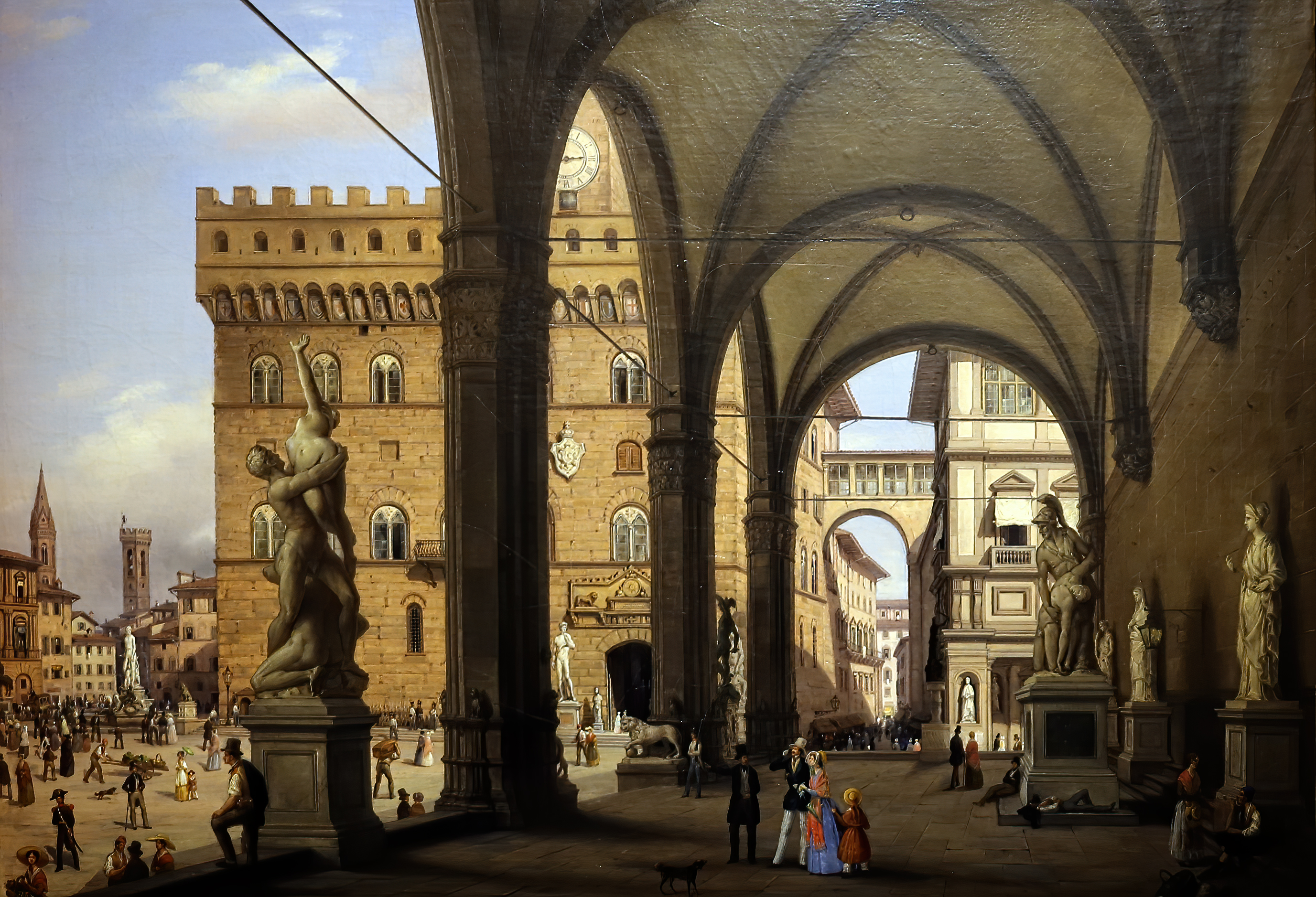
لوحة لبياتزا ديلا سنيورا ولوجيا دي لانزي في فلورنسا في 1830.

كان نحت عصر النهضة الإيطالية جزءًا مهمًا من فن عصر النهضة الإيطالية، ويُزعم أنه كان يمثل الطليعة في المراحل الأولى. خيم نموذج النحت الروماني القديم بشدة عليه، من كلا ناحيتي الأسلوب والاستخدامات التي استُخدمها. على النقيض تمامًا من الرسم، كان ثمة العديد من المنحوتات الرومانية الباقية في جميع أنحاء إيطاليا، وفي روما بصورة أساسية، وكان يجري التنقيب عن منحوتات جديدة طوال الوقت، وكانت تُجمع بعناية. بصرف النظر عن حفنة من الشخصيات الرئيسة، ولا سيما ميكيلانجيلو ودوناتيلو، هو اليوم أقل شهرة من رسم عصر النهضة الإيطالية، لكن لم يكن الحال كذا في ذلك الوقت.
سيطر الشمال على منحوتات عصر النهضة، وبخاصة فلورنسا. كان الحال على هذه الشاكلة وبخاصة في القرن الخامس عشر، وبعد ذلك أصبحت روما مساوية لها أو تفوقها بصفتها مركزًا وإن لم تنتج إلا قلة من النحاتين. تضمن كبار نحاتي الحجر الفلورنسيين (في ترتيب زمني تقريبي، مع تواريخ وفياتهم) أوركانا (1368)، وناني دي بانكو (1421)، وفيليبو برونيليتشي (1446)، وناني دي بارتولو (1435)، ولورينزو غيبيرتي (1455)، ودوناتيلو (1466)، وبيرناردو (1464) وأخوه أنتونيو روسيلينو (1479)، وأندريا ديل فيروتشيو (1488)، وأنتونيو ديل بولياولو (1498)، وميكيلانجيلو (1564)، وجيكوب سانسوفينو (1570). وفي أماكن أخرى كان جيكوب ديلا كويرتشيا السييني (1438)، ومن لومباردي جاء بييترو لومباردو (1515) وأبناؤه جيوفاني أنتونيو أماديو (1522)، وأ،دريا سانسوفينو (1529)، وفينشنزو دانتي (1576)، وليون ليوني (1590)، وجيامبولونا (1608، وُلد في فلاندرز).
بينما استمرت الكنيسة في تقديم طلبيات كبيرة أكثر من أي مصدر آخر، وتليها النصب المدنية، ظهر عدد من المواطن الأخرى للنحت أو ازدادت شهرة خلال هذه الفترة. كانت اللوحات الدنيوية في السابق فنًا جنائزيًا في الغالب، وأصبحت نصب المقابر الكبيرة أكثر تفصيلًا. استُخدمت اللوحات المحفورة على المعدن في عدد من المواد والمواقع، أو جرى التعامل معها أحيانًا على أنها أغراض محمولة مثل اللوحات. صارت للأغراض البرونزية الصغيرة، ذات الموضوعات الدنيوية عادة، أهمية متزايدة من أواخر القرن الخامس عشر فصاعدًا، في حين تضمنت الأشكال الجديدة الميدالية، التي كانت تمثل في البداية أشخاصًا لا أحداثًا، واللويحة ذات المشهد الصغير المحفور في المعدن. 
لم يُستخدم مصطلح «النحات» إلا في القرن الخامس عشر، وقبل ذلك كان النحاتون يُعرفون باسم نقاشي الحجر، نقاشي الخشب، وهلم جرًا. كانت كلمة ستاتوا («التمثال»، وفن صناعته) كلمة إيطالية جديدة أخرى، حلت محل مصطلحات قروسطية مثل فيغيورا وسيميولاكروم وإيماجو، التي استُخدمت كذلك للصور المرسومة.

## فتراته

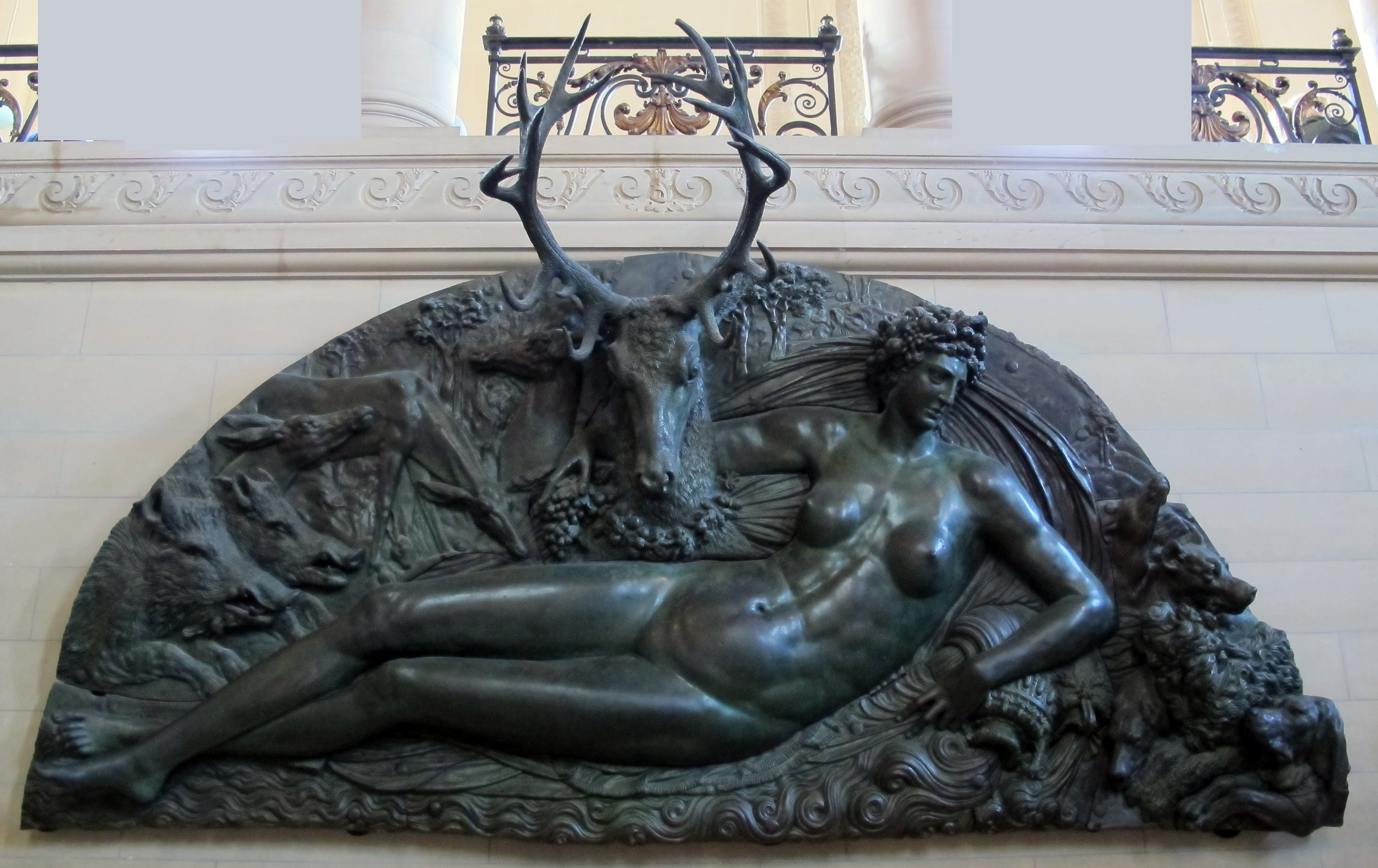
النحت فى عصر النهضة الأيطالية

كان للعمارة القوطية والفن القوطي عمومًا تغلغل محدود في إيطاليا، حيث وصل متأخرًا ليؤثر في الغالب على أقصى الشمال، والبندقية ولومباردي على وجه الخصوص، غالبًا باعتباره نمطًا زخرفيًا عند الحدود وفي المدن الرئيسة. كانت التقاليد الكلاسيكية أعمق جذورًا من شمال جبال الألب، ما جعل الإحياء المتعمد للأسلوب الكلاسيكي تغييرًا أقل حدة. رُبما طُلب في القرن الرابع عشر من النحاتين أن يعملوا على الأبنية المبنية بالأسلوب القوطي عمومًا، أو التي لم تكُن كذلك. تمكن بعض النحاتين من تعديل أساليبهم لتصير ملائمة، وعجز آخرون عن ذلك. يجعل هذا الوضع المعقد إعطاء تاريخ واضح لنحت عصر النهضة صعبًا إن لم يكن مستحيلًا.
مثل الرسم في عصر النهضة الإيطالية، يُقسم النحت تقليديًا إلى فترات عصر النهضة المبكرة وعصر النهضة العليا وعصر النهضة والمانييريزمية وعصر النهضة الأخير. تقليديًا، يفيد تاريخا 1400 و1500 أن يكونا تاريخين لتحديد التغييرات الكبرى في الأسلوب، وكانت نقاط التحول الرئيسة هي المنافسة على تصميمات أبواب معمودية فلورنسا، التي أُعلن عنها في أواخر 1450، وبيتا ميكيلانجيلو، التي تمت في 1499، وتمثال ديفيد الذي بدأ به في 1501. في بعض الأحيان، يُقسم القرن الخامس عشر في نحو 1450 (أو قبل ذلك) إلى «النهضة الأولى» و«النهضة الثانية»، بعد فاساري إلى حد ما.
بدأ الأسلوب المانيريزمي في الظهور حوالي عام 1520، لكن نهب روما في عام 1527، الذي هز ما أصبح المركز الرائد هزًا شديدًا وشتته، قدم نهاية مقبولة عمومًا لمرحلة النهضة العليا، وطُرد الميديسيون من فلورنسا في العام نفسه، ما أدى إلى تهجير الفنانين الآخرين. ورغم أن ورشته استمرت في تقديم العمل بأسلوبه، يمكن اعتبار وفاة جيامبولونا في 1608، عندما كان النحت الباروكي راسخًا رسوخًا جيدًا بالفعل في روما، إيذانًا بنهاية الفترة.

## مواده

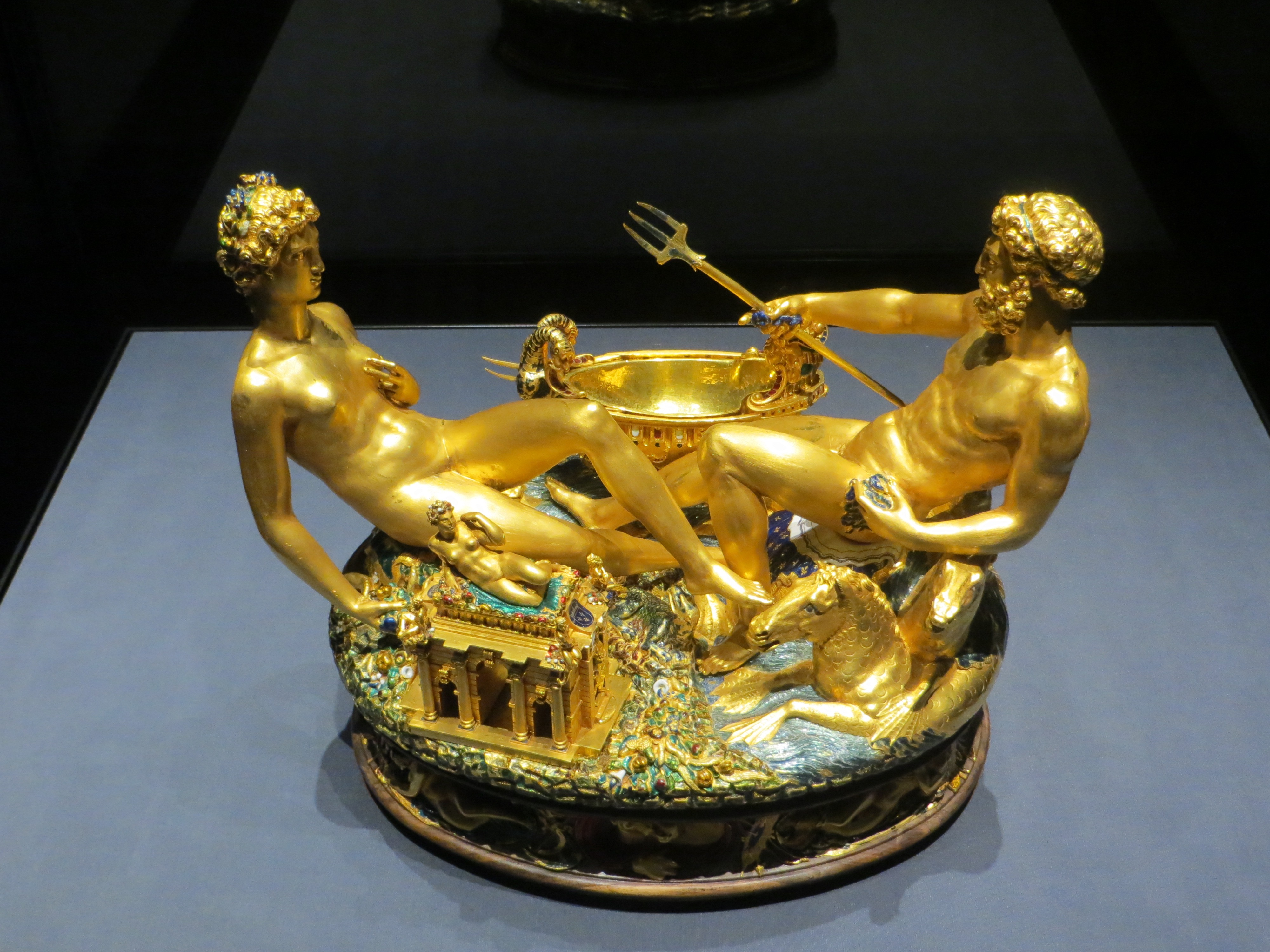
قبو ملح الذهب في متحف كونسثيستوريستشس في فيينا

عمومًا، كانت تكلفة «النحت بأي جودة» أعلى من نظيرتها في الرسم، وعندما يكون النحت بالبرونز تزداد التكلفة ازديادًا كبيرًا. يبدو أن تكلفة النصب الفروسي المطلي لنيكولو دا تولينتينو في 1456 الذي أنجزه أندريا ديل كاستانو لم تكن إلا 24 فلورينًا، بينما قُدرت تكلفة النحت البرونزي الفروسي الذي أنجزه دوناتيلو لغاتاميلاتا، قبل عدة سنوات، «تقديرًا متحفظًا» بـ 1.650 فلورينًا. دُفع لميكيلانجليو 3.000 غلوريًا لرسم رسقف كنيسة سيستينا، في حين قال جيبيرتي إن أول مجموعة من أبواب معمودية فلورنسا، قبل قرن، كلفت 22.000، وربما لم يمثل إلا ربعها تكلفة المواد.
وعلى نحو مفهوم، مال النحاتون «إلى إنتاج أفضل الأعمال بأكثر المواد استدامة»، حجر أو معدن، كان ثمة كمية كبيرة من الأعمال الأسرع والأرخص بمواد أخرى والتي لم تنجُ في معظمها. استفاد النحاتون استفادة كبيرة من الرسومات، ثم من منمنات ونمذجات معمارية صغيرة وأحيانًا كبيرة بالصلصال، إلى جانب بنى داخلية من القضبان الحديدية عند الحاجة. لكن نادرًا ما أُطلقت مثل هذه النماذج، ولم يبقَ منها إلا عدد قليل جدًا. مشروع ليوناردو دافنشي لخيول سفورزا مثال على ذلك.
عمل العديد من النحاتين بمواد عدة، فمثلًا، أنتج أنتونيو ديل بولايولو أعمالًا منتهية بالحجر والبرونز والخشب والآجر، بالإضافة إلى الرسم بالتمبيرا والزيوت والتصوير الجصي، وأنتج نقوشات مهمة. منحوتة سانت جورج لدوناتيلو، والتي أنتجها لصالح نقابة صانعي الدروع والسيوف، في كنيسة أورسانميشيل، من الرخام، لكنها ارتدت في الأصل خوذة برونزية وحملت سيفًا. عمل دوناتيلو أيضًا بالخشب والآجر والجص. ولا سيما في القرن الخامس عشر، كان العديد من المهندسين المعماريين نحاتين بالتدريب، ومارس عدد منهم الاثنين في معظم حياتهم المهنية.